# Photoscotosia leechi
Photoscotosia leechi là một loài bướm đêm trong họ Geometridae.